# Utricularia asplundii
Utricularia asplundii — вид рослин із родини пухирникових (Lentibulariaceae).

## Біоморфологічна характеристика
Трава, епіфіт. Квітки білі, середня частка нижньої губи біля основи фіолетова з 2 вузько трикутними жовтими плямами.

## Середовище проживання
Цей вид має великий ареал у горах Еквадору та південної Колумбії.
Цей вид росте переважно як епіфіт на вкритих мохом деревах, а також на скелястих берегах у гірських дощових лісах; на висоті від 150 до 1500 метрів.

## Використання
Вид культивується невеликою кількістю ентузіастів роду. Торгівля незначна.